# Lake Ginninderra
Lake Ginninderra är en sjö i Australien. Den ligger i territoriet Australian Capital Territory, i den sydöstra delen av landet, nära huvudstaden Canberra. Lake Ginninderra ligger 575 meter över havet. Arean är 0,98 kvadratkilometer. Den sträcker sig 1,9 kilometer i nord-sydlig riktning, och 1,7 kilometer i öst-västlig riktning.
Följande samhällen ligger vid Lake Ginninderra:
- Belconnen (3 057 invånare)
- Macquarie (2 385 invånare)

Runt Lake Ginninderra är det i huvudsak tätbebyggt. Runt Lake Ginninderra är det mycket tätbefolkat, med 1 056 invånare per kvadratkilometer. Genomsnittlig årsnederbörd är 990 millimeter. Den regnigaste månaden är februari, med i genomsnitt 169 mm nederbörd, och den torraste är maj, med 39 mm nederbörd.